# Български социалдемократически съюз
Българският социалдемократически съюз е социалдемократическа организация, създадена от Янко Сакъзов през 1892 година.
Обединява социалдемократи, привърженици най-вече на реформизма. Те се противопоставят на създаването на социалдемократическа партия в България, тъй като смятат, че основната насока на борбата на работническата класа е икономическа, а не политическа. В тези си възгледи си противоречат с БСДП на Димитър Благоев, които се обявяват за обвързване на социалистическото с работническото движение. Привържениците на Димитър Благоев печелят гласуването на Бузлуджа с 12 на 3 гласа, но само година по-късно – на първия си редовен конгрес, организацията е вече разцепена. Наред с БСДП се появява и Български социалдемократически съюз (БСДС).
За водач на съюзистите неочаквано се явява Янко Сакъзов, който по-рано е подкрепил тезите на Благоев, макар и сам да не е присъствал на учредителния конгрес. Спорът продължава две години, през които двете страни изясняват отношенията си. Събират се отново през 1894 г.
Привържениците на БСДС се наричат още „съюзисти“. БСДС издава като свой орган в-к „Другар“, който си опонира с органа на БСДП – „Работник“.
През 1894 г., в името на единството на социалистическото движение, БСДС и БСДП се обединяват в БРСДП. Това обаче не притъпява сериозните противоречия. При разцеплението на БРСДП повечето „съюзисти“ преминават в БРСДП (ш.с.)